# John Street (Politiker)

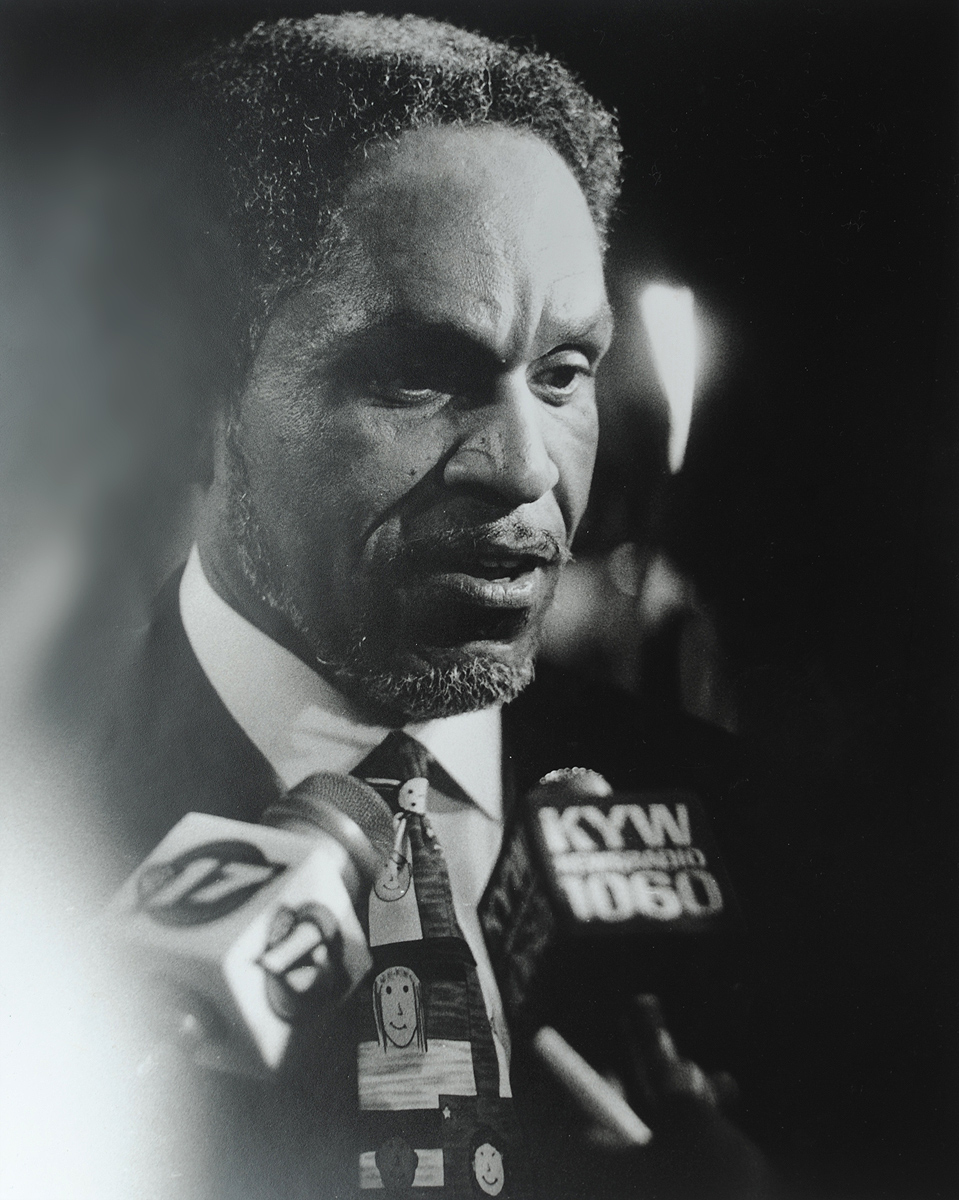
Street

John Franklin Street (* 15. Oktober 1943 in Norristown, Pennsylvania) ist ein US-amerikanischer Politiker. Er war der 97. Bürgermeister von Philadelphia, Pennsylvania. Seine erste Amtszeit begann am 3. Januar 2000. 2004 wurde er für eine zweite Amtszeit wiedergewählt. Er ist Mitglied der Demokraten. Vor seiner Wahl zum Bürgermeister war er 19 Jahre lang Mitglied des Stadtrates von Philadelphia, davon sieben Jahre lang als Vorsitzender. Er gab sein Amt für seine Kandidatur zum Bürgermeisteramt auf. Er ist der Nachfolger von Edward Rendell als Bürgermeister. Am 7. Januar 2008 wurde Street von Michael Anthony Nutter als Bürgermeister abgelöst.

## Leben
John Street wurde in Norristown, Pennsylvania geboren und wuchs auf einer Farm auf. Er besuchte die Conshohocken High School, das Oakwood College in Huntsville, Alabama, und studierte an der Temple University Jura. Nach seinem Abschluss war er zunächst u. a. Angestellter beim US-Justizministerium. Außerdem war er Englischlehrer an einer Grundschule.
Als Mitglied des Stadtrates von Philadelphia, später dann als dessen Vorsitzender sowie als Bürgermeister, war er stets darum bemüht, die Interessen der Geringverdiener zu vertreten. Street wurde erstmals 1979 in den Stadtrat gewählt. Dort wurde er u. a. Experte für den Haushalt der Stadt. 1992 wurde Street zum Vorsitzenden des Rates gewählt. Zu dieser Zeit arbeitete er eng mit seinem Vorgänger Rendell zusammen, und es gelang ihnen, ein Haushaltsdefizit von 250 Mio. Dollar in den größten Haushaltsüberschuss in der Geschichte Philadelphias zu verwandeln.  Durch Steuersenkungen gelang es Street und Rendell, eine Wende auf dem Arbeitsmarkt von Philadelphia herbeizuführen.
John Street ist ein leidenschaftlicher Demokrat. Er hatte die Gelegenheit, in den Vorstand der Partei aufzusteigen. Diese Möglichkeit besteht allerdings seit einem Korruptionsskandal nicht mehr. Angesichts dieses Skandals und Untersuchungen des FBI ist sein Ansehen beim Stadtrat stark zurückgegangen. Sein Ruf hat auch in der eigenen Partei gelitten. Michael Nutter, ehemaliges Mitglied des Stadtrates und ebenfalls Demokrat, kündigte an, auch für das Bürgermeisteramt kandidieren zu wollen.
Die Ausgabe des Time Magazine vom 17. April 2005 listet Street unter den drei schlechtesten Bürgermeistern der Vereinigten Staaten auf. Kritiker bezweifeln die Glaubwürdigkeit der Umfrage und behaupten, dass dieser Platz nur aufgrund des Skandals zustande kam und die Erfolge Streets als Bürgermeister völlig ignoriere. Andere Kritiker merkten an, dass einer der nach der Liste besten Bürgermeister, Richard M. Delaney, ebenfalls in einen Korruptionsskandal verwickelt sei.
Er ist verheiratet und Vater von vier Kindern.

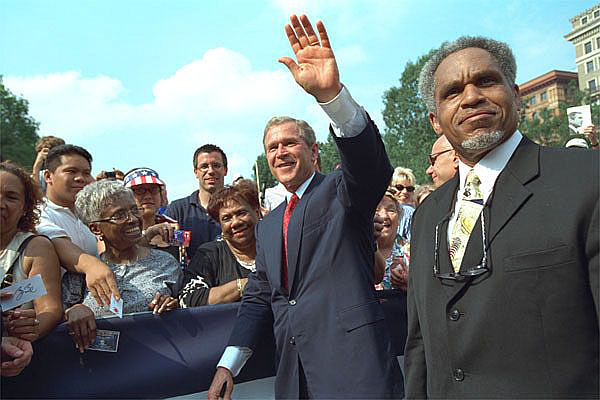
George W. Bush und John Street (4. Juli 2001)

### Seine Politik
Während seiner ersten Amtszeit setzte Street einen Schwerpunkt seiner Arbeit auf die „Neighborhood Transformation Initiative“ (NTI). Diese Initiative, welche im April 2001 ins Leben gerufen wurde, hatte das Ziel, den Niedergang der Stadt Philadelphia zu stoppen. Das Programm war ein Erfolg. Die Einwohnerzahl der Innenstadt wuchs zwischen 1990 und 2000 um 14 Prozent.
Ein weiteres Ziel seiner ersten Amtszeit war es, mehr Aufmerksamkeit auf Kinder und ihren Wohlstand zu lenken. Während seiner Antrittsrede im Januar 2000 rief Street das Jahr 2000 offiziell als das „Jahr des Kindes“ aus. Er verbesserte die Finanzierung von Betreuungsangeboten und gründete die „Philadelphia Children’s Commission“, die die Aufgabe hatte, ihn bei allen Entscheidungen zu beraten, die einen positiven Effekt auf das Leben von Kindern haben sollten.
Die öffentlichen Schulen von Philadelphia gehörten bei Streets Amtsantritt zu den schlechtesten des gesamten Landes, so dass er zu Beginn seiner Amtszeit sehr viel Aufmerksamkeit in die schwierigen Entscheidungen über die Zukunft der Schulen investieren musste. Im November 2001 wurde es aufgrund eines Kompromisses möglich, Schulen zu privatisieren. 
Die Mordrate von Philadelphia erreichte während seiner Amtszeit ein 7-Jahreshoch. Im Jahr 2004 gab es 330, ein Jahr später 380 Morde, wobei 45 Prozent der Mörder jünger als 25 Jahre waren. 

### Der Korruptionsskandal
Während seines Wiederwahlkampfes gegen Sam Katz gab das FBI bekannt, dass es Abhörgeräte im Büro des Bürgermeisters als Teil der Ermittlungen gegen Shamsud-din ali platziert hatte. Dabei wurde eine Korruptionsintrige aufgedeckt, in die Streets Freund Ron White verstrickt war, der seinen Wahlkampf mitfinanzierte. White starb, bevor er vor Gericht gestellt werden konnte. Der ehemalige Leiter der Stadtkämmerei, Corey Kemp, ein Mitglied im Team von Street, wurde zu einer Haftstrafe von 10 Jahren verurteilt, nachdem er der im Mai 2005 der Korruption in 27 Fällen schuldig gesprochen wurde. John Street wurde niemals angeklagt, es wurden nie Beweise für eine Verstrickung in die Korruptionsaffäre gefunden.

## Weblink
- Biografie auf citymayors.com (englisch)

| Vorgänger           | Amt                                                              | Nachfolger             |
| ------------------- | ---------------------------------------------------------------- | ---------------------- |
| Edward Gene Rendell | Bürgermeister von Philadelphia 3. Januar 2000 bis 7. Januar 2008 | Michael Anthony Nutter |

| Personendaten    | Personendaten                                               |
| ---------------- | ----------------------------------------------------------- |
| NAME             | Street, John                                                |
| ALTERNATIVNAMEN  | Street, John Franklin (vollständiger Name)                  |
| KURZBESCHREIBUNG | US-amerikanischer Politiker, Bürgermeister von Philadelphia |
| GEBURTSDATUM     | 15. Oktober 1943                                            |
| GEBURTSORT       | Norristown, Pennsylvania                                    |